# Campeonato Europeu de Corrida de Montanha de 2017
O 23º Campeonato Europeu de Corrida de Montanha de 2017 foi organizada pela Associação Europeia de Atletismo na cidade de Kamnik na Eslovênia no dia 8 de julho de 2017. Contou com a presença de 222 atletas em quatro categorias, tendo como destaque a Itália com sete medalhas, sendo duas de ouro.

## Resultados
Esses foram os resultados da competição.

### Sênior masculino
Individual 
| Posição           | Atleta           | País        | Tempo   |
| ----------------- | ---------------- | ----------- | ------- |
| Medalha de ouro   | Xavier Chevrier  | Itália      | 1:02.51 |
| Medalha de prata  | Luís Saraiva     | Portugal    | 1:03.34 |
| Medalha de bronze | Francesco Puppi  | Itália      | 1:03.35 |
| 4                 | Emmanuel Meyssat | França      | 1:04.10 |
| 5                 | Didier Zago      | França      | 1:04.30 |
| 6                 | Johan Bugge      | Noruega     | 1:04.39 |
| 7                 | Andrew Douglas   | Reino Unido | 1:04.51 |
| 8                 | Julien Rancon    | França      | 1:05.05 |
| 9                 | Fabien Demure    | França      | 1:05.24 |
| 10                | Enrique Meneses  | Espanha     | 1:05.49 |

Equipe 
| Posição           | Equipe   | Pontos |
| ----------------- | -------- | ------ |
| Medalha de ouro   | França   | 17     |
| Medalha de prata  | Itália   | 17     |
| Medalha de bronze | Portugal | 58     |

### Sênior feminino
Individual 
| Posição           | Atleta               | País        | Tempo |
| ----------------- | -------------------- | ----------- | ----- |
| Medalha de ouro   | Maude Mathys         | Suíça       | 49.30 |
| Medalha de prata  | Sarah Tunstall       | Reino Unido | 50.51 |
| Medalha de bronze | Andrea Mayr          | Áustria     | 51.43 |
| 4                 | Karoline Holsen Kyte | Noruega     | 53.16 |
| 5                 | Victoria Wilkinson   | Reino Unido | 54.05 |
| 6                 | Valentina Belotti    | Itália      | 54.30 |
| 7                 | Axelle Mollaret      | França      | 54.37 |
| 8                 | Monique Siegel       | Alemanha    | 55.21 |
| 9                 | Silvia Schwaiger     | Eslováquia  | 55.27 |
| 10                | Sandrina Illes       | Áustria     | 55.39 |

Equipe 
| Posição           | Equipe      | Pontos |
| ----------------- | ----------- | ------ |
| Medalha de ouro   | Reino Unido | 19     |
| Medalha de prata  | Itália      | 33     |
| Medalha de bronze | Áustria     | 40     |

### Júnior masculino
Individual 
| Posição           | Atleta              | País        | Tempo |
| ----------------- | ------------------- | ----------- | ----- |
| Medalha de ouro   | Gabriel Bularda     | Roménia     | 47.07 |
| Medalha de prata  | Daniel Pattis       | Itália      | 47.30 |
| Medalha de bronze | Andrea Prandi       | Itália      | 48.22 |
| 4                 | Abdülselam Bingöl   | Turquia     | 48.36 |
| 5                 | Robin Faricier      | França      | 48.46 |
| 5                 | Sylvain Cachard     | França      | 48.46 |
| 7                 | Andrea Rostan       | Itália      | 49.41 |
| 8                 | Joseph Dugdale      | Reino Unido | 49.55 |
| 9                 | Emrah Günen         | Turquia     | 50.43 |
| 10                | Peter Daniel Herman | Roménia     | 50.59 |

Equipe 
| Posição           | Equipe  | Pontos |
| ----------------- | ------- | ------ |
| Medalha de ouro   | Itália  | 12     |
| Medalha de prata  | Turquia | 24     |
| Medalha de bronze | França  | 27     |

### Júnior feminino
Individual 
| Posição           | Atleta                  | País        | Tempo |
| ----------------- | ----------------------- | ----------- | ----- |
| Medalha de ouro   | Lisa Oed                | Alemanha    | 23.16 |
| Medalha de prata  | Bahar Atalay            | Turquia     | 24.25 |
| Medalha de bronze | Gabriela Andre Doroftei | Roménia     | 24.36 |
| 4                 | Barbora Havlíčková      | Chéquia     | 25.13 |
| 5                 | Alexia Hecico           | Roménia     | 25.34 |
| 6                 | Scarlet Dale            | Reino Unido | 25.48 |
| 7                 | Anna Macfadyen          | Reino Unido | 25.49 |
| 8                 | Gaia Colli              | Itália      | 25.54 |
| 9                 | Heidi Davies            | Reino Unido | 25.55 |
| 10                | Eylem Gür               | Turquia     | 26.10 |

Equipe 
| Posição           | Equipe      | Pontos |
| ----------------- | ----------- | ------ |
| Medalha de ouro   | Reino Unido | 22     |
| Medalha de prata  | Roménia     | 23     |
| Medalha de bronze | Turquia     | 25     |

## Quadro de medalhas
| Ordem | País        | Medalha de ouro | Medalha de prata | Medalha de bronze | Total |
| ----- | ----------- | --------------- | ---------------- | ----------------- | ----- |
| 1     | Itália      | 2               | 3                | 2                 | 7     |
| 2     | Reino Unido | 2               | 1                | 0                 | 3     |
| 3     | Roménia     | 1               | 1                | 1                 | 3     |
| 4     | França      | 1               | 0                | 1                 | 2     |
| 5     | Suíça       | 1               | 0                | 0                 | 1     |
| 5     | Alemanha    | 1               | 0                | 0                 | 1     |
| 7     | Turquia     | 0               | 2                | 1                 | 3     |
| 8     | Portugal    | 0               | 1                | 1                 | 2     |
| 9     | Áustria     | 0               | 0                | 2                 | 2     |